# Cselgáncs a 2009. évi nyári európai ifjúsági olimpiai fesztiválon
A 2009. évi nyári európai ifjúsági olimpiai fesztiválon a cselgáncs versenyszámait  július 19. és július 25. között rendeztek Tamperében, Finnországban. A férfiak 8 számban versenyeztek, míg a nők 7-ben.

## Összesített éremtáblázat
| A 2009. évi nyári európai ifjúsági olimpiai fesztivál összesített éremtáblázata cselgáncsban | A 2009. évi nyári európai ifjúsági olimpiai fesztivál összesített éremtáblázata cselgáncsban | A 2009. évi nyári európai ifjúsági olimpiai fesztivál összesített éremtáblázata cselgáncsban | A 2009. évi nyári európai ifjúsági olimpiai fesztivál összesített éremtáblázata cselgáncsban | A 2009. évi nyári európai ifjúsági olimpiai fesztivál összesített éremtáblázata cselgáncsban | Olimpia  |
| -------------------------------------------------------------------------------------------- | -------------------------------------------------------------------------------------------- | -------------------------------------------------------------------------------------------- | -------------------------------------------------------------------------------------------- | -------------------------------------------------------------------------------------------- | -------- |
|                                                                                              | Ország                                                                                       | Arany                                                                                        | Ezüst                                                                                        | Bronz                                                                                        | Összesen |
| 1.                                                                                           | Oroszország                                                                                  | 4                                                                                            | 1                                                                                            | 1                                                                                            | 6        |
| 2.                                                                                           | Azerbajdzsán                                                                                 | 2                                                                                            | 1                                                                                            | 1                                                                                            | 4        |
| 3.                                                                                           | Belgium                                                                                      | 2                                                                                            | 0                                                                                            | 1                                                                                            | 3        |
| 4.                                                                                           | Németország                                                                                  | 1                                                                                            | 3                                                                                            | 0                                                                                            | 4        |
| 5.                                                                                           | Ukrajna                                                                                      | 1                                                                                            | 1                                                                                            | 3                                                                                            | 5        |
| 6.                                                                                           | Hollandia                                                                                    | 1                                                                                            | 1                                                                                            | 1                                                                                            | 3        |
| 7.                                                                                           | Olaszország                                                                                  | 1                                                                                            | 1                                                                                            | 0                                                                                            | 2        |
| 8.                                                                                           | Szlovákia                                                                                    | 1                                                                                            | 0                                                                                            | 1                                                                                            | 2        |
|                                                                                              | Törökország                                                                                  | 1                                                                                            | 0                                                                                            | 1                                                                                            | 2        |
| 10.                                                                                          | Spanyolország                                                                                | 1                                                                                            | 0                                                                                            | 0                                                                                            | 1        |
| 11.                                                                                          | Grúzia                                                                                       | 0                                                                                            | 2                                                                                            | 1                                                                                            | 3        |
| 12.                                                                                          | Lengyelország                                                                                | 0                                                                                            | 1                                                                                            | 3                                                                                            | 4        |
| 13.                                                                                          | Szerbia                                                                                      | 0                                                                                            | 1                                                                                            | 2                                                                                            | 3        |
| 14.                                                                                          | Örményország                                                                                 | 0                                                                                            | 1                                                                                            | 1                                                                                            | 2        |
| 15.                                                                                          | Litvánia                                                                                     | 0                                                                                            | 1                                                                                            | 0                                                                                            | 1        |
|                                                                                              | Lettország                                                                                   | 0                                                                                            | 1                                                                                            | 0                                                                                            | 1        |
| 17.                                                                                          | Ausztria                                                                                     | 0                                                                                            | 0                                                                                            | 2                                                                                            | 2        |
|                                                                                              | Franciaország                                                                                | 0                                                                                            | 0                                                                                            | 2                                                                                            | 2        |
|                                                                                              | Magyarország                                                                                 | 0                                                                                            | 0                                                                                            | 2                                                                                            | 2        |
|                                                                                              | Egyesült Királyság                                                                           | 0                                                                                            | 0                                                                                            | 2                                                                                            | 2        |
| 21.                                                                                          | Bulgária                                                                                     | 0                                                                                            | 0                                                                                            | 1                                                                                            | 1        |
|                                                                                              | Görögország                                                                                  | 0                                                                                            | 0                                                                                            | 1                                                                                            | 1        |
|                                                                                              | Horvátország                                                                                 | 0                                                                                            | 0                                                                                            | 1                                                                                            | 1        |
|                                                                                              | Izrael                                                                                       | 0                                                                                            | 0                                                                                            | 1                                                                                            | 1        |
|                                                                                              | Svájc                                                                                        | 0                                                                                            | 0                                                                                            | 1                                                                                            | 1        |
|                                                                                              | Szlovénia                                                                                    | 0                                                                                            | 0                                                                                            | 1                                                                                            | 1        |
|                                                                                              |                                                                                              |                                                                                              |                                                                                              |                                                                                              |          |
| Összesen                                                                                     | Összesen                                                                                     | 15                                                                                           | 15                                                                                           | 30                                                                                           | 60       |

## Férfi
| A 2009. évi nyári európai ifjúsági olimpiai fesztivál férfi érmesei cselgáncsban |                              |                                |                                |
| Versenyszám                                                                      | Arany                        | Ezüst                          | Bronz                          |
| 50 kg                                                                            | Azerbajdzsán Kamran Baghirov | Örményország Garik Harutyunyan | Törökország Sefa Gul           |
| 50 kg                                                                            | Azerbajdzsán Kamran Baghirov | Örményország Garik Harutyunyan | Ukrajna Dmytro Atanov          |
| 55 kg                                                                            | Törökország Ahmet Sahin Kaba | Lettország Mihails Steinbuks   | Grúzia Lukhumi Chkvimiani      |
| 55 kg                                                                            | Törökország Ahmet Sahin Kaba | Lettország Mihails Steinbuks   | Ukrajna Andriy Kushkov         |
| 60 kg                                                                            | Oroszország Magomed Akhmarov | Grúzia Beka Tugushi            | Azerbajdzsán Mahir Jafarli     |
| 60 kg                                                                            | Oroszország Magomed Akhmarov | Grúzia Beka Tugushi            | Görögország Georgios Azoidis   |
| 66 kg                                                                            | Azerbajdzsán Jalil Jalilov   | Németország Valentin Larasser  | Egyesült Királyság Daniel Lyon |
| 66 kg                                                                            | Azerbajdzsán Jalil Jalilov   | Németország Valentin Larasser  | Szerbia Ilija Ciganovic        |
| 73 kg                                                                            | Oroszország Imranbek Gabasov | Lengyelország Marcin Witkowski | Szlovénia Tadej Mulec          |
| 73 kg                                                                            | Oroszország Imranbek Gabasov | Lengyelország Marcin Witkowski | Örményország Mher Tavakalyan   |
| 81 kg                                                                            | Szlovákia Szakács Árpád      | Grúzia Levani Ruadze           | Magyarország Fogarasy Gergő    |
| 81 kg                                                                            | Szlovákia Szakács Árpád      | Grúzia Levani Ruadze           | Ausztria Peter Pfistermüller   |
| 90 kg                                                                            | Belgium Toma NikiForov       | Litvánia Zilvinas Lekavicius   | Lengyelország Jakub Zakrzewski |
| 90 kg                                                                            | Belgium Toma NikiForov       | Litvánia Zilvinas Lekavicius   | Horvátország Jurica Katic      |
| +90 kg                                                                           | Oroszország Sulim Dovtukaev  | Ukrajna Andrii Kolesnyk        | Bulgária Atanas Kostadinov     |
| +90 kg                                                                           | Oroszország Sulim Dovtukaev  | Ukrajna Andrii Kolesnyk        | Franciaország Pierre Cavaletti |

## Női
| A 2009. évi nyári európai ifjúsági olimpiai fesztivál női érmesei cselgáncsban |                               |                                |                                |
| Versenyszám                                                                    | Arany                         | Ezüst                          | Bronz                          |
| 44 kg                                                                          | Hollandia Laura Prince        | Németország Alessa Sommer      | Magyarország Batizi Barbara    |
| 44 kg                                                                          | Hollandia Laura Prince        | Németország Alessa Sommer      | Oroszország Verena Nizamova    |
| 48 kg                                                                          | Olaszország Odette Giuffrida  | Oroszország Darya Mezhetskaya  | Ausztria Christine Huck        |
| 48 kg                                                                          | Olaszország Odette Giuffrida  | Oroszország Darya Mezhetskaya  | Lengyelország Maja Rasinska    |
| 52 kg                                                                          | Ukrajna Nataliya Ilkiv        | Azerbajdzsán Shafag Muradzade  | Szlovákia Andrea Krisandova    |
| 52 kg                                                                          | Ukrajna Nataliya Ilkiv        | Azerbajdzsán Shafag Muradzade  | Svájc Fabienne Kocher          |
| 57 kg                                                                          | Oroszország Veronika Romanko  | Szerbia Jelena Dukic           | Izrael Adi Zlochenko           |
| 57 kg                                                                          | Oroszország Veronika Romanko  | Szerbia Jelena Dukic           | Ukrajna Kateryna Lyalina       |
| 63 kg                                                                          | Németország Szaundra Diedrich | Hollandia Michelle Schellekens | Belgium Lise Luyckfasseel      |
| 63 kg                                                                          | Németország Szaundra Diedrich | Hollandia Michelle Schellekens | Egyesült Királyság Amy Livesey |
| 70 kg                                                                          | Belgium Lola Mansour          | Olaszország Valeria Ferrari    | Szerbia Ivana Jandric          |
| 70 kg                                                                          | Belgium Lola Mansour          | Olaszország Valeria Ferrari    | Lengyelország Weronika Czempik |
| +70 kg                                                                         | Spanyolország Aroa Martin     | Németország Christin Eberhard  | Franciaország Miriiti Lenoir   |
| +70 kg                                                                         | Spanyolország Aroa Martin     | Németország Christin Eberhard  | Hollandia Esmee VAN Sloten     |